# San Giacomo degli Italiani (Nápoly)
A San Giacomo degli Italiani vagy San Giacomo dei Pisani templom Nápoly történelmi központjában.

## Története
Az eredeti templom a Vico Venafro és a Calata San Giacomo degli Italiani utcák kereszteződésében állt a kikötőhöz közel, viszont a 19. század végi nagy városrendezési munkálatokban az egész környékkel együtt elbontották. A templomot az eredeti tervek szerint építették újjá jelenlegi helyén felhasználva annak több megmentett építészeti elemét, mint például a portált. A második világháború bombázásai valamint az 1980-as hirpiniai földrengés súlyos károkat okozott benne. A felújított templomot ma konferenciák és kiállítások tartására használják.
Az eredeti templomot 1238-ban alapították a pisaiak (mint arra neve is utal) miután flottájuknak sikerült visszaverni a tengerpart mentén garázdálkodó szaracénokat. A 15. században a spanyol Szent Jakab pálos rend szerezte meg, s az ő tulajdonukban maradt, mígnem Íñigo López de Hurtado de Mendoza spanyol alkirály áthelyezte a rend székhelyét a San Giacomo degli Spagnoli-templomba. Ezt követően, 1775-ben barokk stílusban átépítették.